# Langelandsfortet
Langelandsfortet var et bemandet fort under Søværnet indtil 1993, og er nu museum. Det blev anlagt i 1953 med henblik på at overvåge og i krigstid hindre fjendtlige skibes passage gennem Langelandsbæltet. Midlet hertil var 4 kanonstillinger udrustet med 150 mm kanoner. Fortets kanonstillinger havde bl.a. til formål at stoppe russiske minestrygere og dermed beskytte de minefelter, som det ved optakten til en krig var hensigten, at Søværnet skulle udlægge for at kontrollere gennemsejlingen af Storebælt.  
En af kanonstillingerne er i dag åbnet for publikum. Nede i bunkeren er der lejlighed til at se nærmere på dels kanonen og dels ammunitionen til denne. Endvidere findes soverum med 12 køjer til bemandingen på 15 mand. 
Operationsbunkeren var fortets vigtigste nervecenter. Her findes radarskærm, plotterbord og kort, hvor kursen på fjendtlige skibe og fly indtegnedes, og herfra udgik den centrale ildledelse af fortets 150 mm kanoner, samt luftværnsbatterierne i nord og syd. Langelandsfortet var fra 1961 til 1986 hovedkvarter for Langelands Marinedistrikt (LAM) og havde dermed ansvaret for farvandsovervågningen af skibe fra Warszawapagten i den vestlige Østersø. Bunkeren var bemandet døgnet rundt, og fremtræder stadig som fuldt operativ.
Langelandsfortets bemanding på op til 400 marinesoldater boede på Holmegård Kaserne bag fortet. I løbet af 1960’erne blev bemandingen dog reduceret, fordi fortet fik en mindre betydning efter opbygningen af den vesttyske flåde, som efter oprettelsen af NATOs Enhedskommando overtog ansvaret for mineringen af Femern Bælt og Langelandsbælt. I 1973 blev Langelandsfortets hovedbatteri og antiluftskyts langtidskonserveret, og i april 1993 strøg fortet kommando.

## Dansk myte
"Under Cubakrisen i 1962 var Langelandsfortet sammen med Stevnsfortet de forter, der kunne følge med i Sovjetunionens skibstrafik i dansk farvand. Det var imidlertid Langelandsfortet, sammen med Hammerodde Fyr og Fyrskib Gedser Rev, der i første omgang opdagede russiske handelsskibe med SS-4 Sandal missiler til Cuba."
"Det var også her, at man så, at Nikita Khrusjtjov beordrede skibene tilbage efter samtale med John F. Kennedy og dermed formenligt forhindrede Tredje verdenskrig."
Sådan lyder en sejlivet myte, der senere er blevet citeret af historikere. Nyere forskning har vist, at marineudkigsstationen på Føllesbjerg tæt på Langelandsfortet formentlig var den første i Danmark, som under Cubakrisen rapporterede, at et sovjetisk handelsskib med militært udstyr på vej til Cuba var vendt om efter præsident Kennedys tv-tale om at iværksætte en flådeblokade af Cuba. Dette var et tegn på, at Sovjetunionen ville bøje af for USAs krav. 
Intet tyder dog på, at de danske observationer af sovjetiske skibe, som vendte om efter tv-talen, fik en afgørende betydning for Cubakrisens videre forløb. Amerikanerne var nemlig mest optaget af at følge de sovjetiske skibe, der befandt sig nær ved Cuba, og som også var vendt om. De danske observationer bl.a. fra Langelandsfortet bekræftede derfor formentlig blot amerikanerne i, at en række sovjetiske skibe med militært udstyr til Cuba var vendt om efter tv-talen. 